# Richard Potz
Richard Potz (* 13. Oktober 1943 in Wien) ist ein österreichischer Rechtswissenschaftler mit dem Schwerpunkt Kirchenrecht. Er war Leiter des Instituts für Rechtsphilosophie, Religions- und Kulturrecht der Universität Wien.

## Leben
Potz studierte in den Jahren 1961–1965 Rechtswissenschaften an der Universität Wien, wurde 1965 zum Dr. iur. promoviert und habilitierte sich 1972 für das Fach Kirchenrecht an der Rechtswissenschaftlichen Fakultät seiner Alma Mater. Seit 1978 ist Potz Vorstandsmitglied der Österreichischen Gesellschaft für Kirchenrecht und verantwortlicher Redakteur und Mitherausgeber des Österreichischen Archivs für Recht und Religion.

## Positionen
Potz hat sich wiederholt gegen die rechtliche Bevorzugung religiöser gegenüber nichtreligiösen Weltanschauungen ausgesprochen. Diese Unterscheidung im österreichischen Recht sei „einfach nicht gerechtfertigt“ und gehöre „repariert“. Potz wies darauf hin, dass zwar nur Lehrbücher und Lehrmittel verwendet werden dürften, die nicht im Widerspruch zur staatsbürgerlichen Erziehung stehen, dies aber eine „sanktionslose Norm“ sei. Die öffentlich-rechtliche Stellung der Kirchen und Religionsgemeinschaften soll neu bestimmt werden.

## Ehrungen
- Komtur des Päpstlichen Ritterordens des heiligen Gregors des Großen[3]

## Publikationen (Auswahl)
- mit Heinz Krejci, Peter Pieler, Bernhard Raschauer: Ius in Wien. Manz, Wien 1999, 2. Auflage 2004, 3. Auflage 2009, ISBN 978-3-214-08910-8, Leseprobe (PDF; 4,5 MB) (Informationen über das Jurastudium in Wien)
- mit Brigitte Schinkele: Religionsrecht im Überblick. 2., überarbeitete Auflage, Facultas, Wien 2006, ISBN 3-85114-809-6 (Erstauflage 2003)
- mit Karl Korinek, Armin Bammer, Wolfgang Wieshaider: Kulturrecht im Überblick. Facultas, Wien 2004, ISBN 3-85114-808-8
- mit Eva Maria Synek: Orthodoxes Kirchenrecht. Eine Einführung. 2., aktualisierte und erweiterte Auflage, Plöchl, Freistadt 2014, ISBN 978-3-901479-92-2 (Erstauflage 2007)
- Islamisches Recht und europäischer Rechtstransfer. Onlineveröffentlichung auf Europäische Geschichte Online, Mainz 2011
- als Hrsg. mit Nedžad Grabus, Bernhard Stillfried, Izeta Džidić (Übersetzerin): Smail Balić. Vordenker eines europäischen Islam (= Recht und Religion in Mittel- und Osteuropa. Sonderband 2). Facultas, Wien 2009, ISBN 978-3-7089-0169-5 (Akten des internationalen Symposiums „Smail Balic als Vordenker des Europäischen Islams“ in Sarajevo, November 2006)